# Juan Blanco (Komponist)
Juan Pedro Blanco Rodríguez (* 29. Juni 1919 in Mariel; † 5. November 2008 in Havanna) war ein kubanischer Komponist.

## Leben
Blanco studierte am Konservatorium von Havanna bei Harold Gramatges und José Ardévol. Er war Präsident der Sinfonischen Gesellschaft von Havanna und galt als Pionier und bedeutendster Vertreter der Elektronischen Musik in Kuba. Er komponierte die Musik für die kubanischen Pavillons der Weltausstellung in Kanada und  der Weltausstellung in Japan. Die in Tokio aufgeführte Raummusik arbeitete mit Lichteffekten, mehreren Lautsprechergruppen, Tonband, zehn Darstellern, Instrumentalgruppen, Gitarre und Altsaxophon.
Seit 1979 leitete er ein kleines Studio für elektronische Musik, das Instituto Cubano de Amistad con los Pueblos (ICAP), das in den 1990er Jahren in Laboratorio Nacional de Música Electroacústica umbenannt wurde. Hier bildete er viele kubanische Komponisten aus. In den 1980er Jahren leitete er auch das Internationale Elektroakustische Musikfestival Primavera en Varadero.
Neben einer Sinfonie, kammermusikalischen Werken, Chormusik, Klavierstücken, Bühnen- und Filmmusiken komponierte Blanco vor allem elektroakustische Stücke, häufig unter Verwendung des Theremin.

## Werke
- Música para danza, 1961
- Estudios I y II, 1961–62
- Ensamble V, 1962–63
- Interludio con Máquinas, 1963
- Ensamble VI, 1963
- Texturas, 1963–64
- Música para el Quinto Desfile Gimnástico Deportivo, 1965
- Poema Espacial No. 1 (Las Lomas), 1967
- Poema Espacial No. 2, 1967
- Poema Espacial No. 3 (Dai Viet), 1968
- Ambientación Sonora, 1968
- Contrapunto Espacial No 2 (Erotofonías I), 1968
- Contrapunto Espacial No 3, 1960
- Poema Espacial No. 4 (26 de julio), 1969
- Poema Espacial No. 5 (Viet Nam), 1970
- Imprecación, 1970
- Suite Erótica, 1979–86
- Tañidos, 1983
- Cirkus Toccata, 1984
- Suite de los Niños, 1984
- Espacios II, 1986
- Contrastes I, 1992
- Paisaje, 1992
- Variantes I, 1992
- Treno por las Víctimas del Estrecho de la Florida, 1992
- Contrastes II, 1993
- Cinco Epitafios, 1993
- Loops, 1993
- Para Enterrar la Esperanza, 1994
- Variantes II, 1994
- Espacios IX, 1999–2000
- Microtonales, 2000
- Microtonales II, 2001
- Tecnotrónicas, 2002

## Filmografie
- 1962: Die zwölf Stühle